# 1944年鸭绿江口地震
1944年鸭绿江口地震是指1944年12月19日发生于鸭绿江口的强烈地震。该次地震震中位于北纬39.5度，东经123.9度，震级为6.6至6.8级，震源深度约为35.0千米。

## 发震背景
鸭绿江发源于中国吉林省，流经吉林省的长白朝鲜族自治县、临江市、集安市和辽宁省的丹东市，在辽宁省丹东市东港附近入黄海北部的西朝鲜湾。鸭绿江口位于辽东半岛和朝鲜半岛之间，被认为是黄海北部历史地震活动强度较大的地区之一。

## 地震参数
关于1944年鸭绿江口地震的震级，不同机构或学者均持有不同的见解。1960年由李善邦主编的《中国地震目录》是最早记录这次地震的中文书籍。在该目录中，这次地震的震中被标记为西朝鲜湾中部，震级为6.75级。据国际地震中心记录，1944年鸭绿江口地震震级为MW 6.8级，震源深度约为35.0千米。《朝鲜地震目录》所记录的震级数值上与国际地震中心记录的相等，均为6.8级。1952年，日本中央气象台所公布的这次地震的震级为7.1级，是所有地震目录中给定震级数值最大的。

## 震害情况
吴戈于1995年整理了朝鲜平壤地震研究所资料室和中国辽宁省丹东市地震办公室整理保存的资料。结论得出，该次地震对陆地的破坏较轻，仅对丹东、东沟（今东港）和庄河等沿海地带以及朝鲜龙川等地造成了相当于烈度6(VI)度的影响。但这次地震造成的有感范围较大，如日本冈山县和鹿儿岛县等地均有震感报告。
据记载，丹东市内共有2间旧房倒塌，有3人受伤。而在东安县和新农乡等地均有少量民房倒塌。据朝鲜龙川当地的记载，地震发生时，走路的人无法走路，甚至瘫坐在地上。